# Skarnes
Skarnes è un villaggio della Norvegia, situato nella municipalità di Sør-Odal, nella contea di Innlandet.